# Kiril Tsenevski
Kiril Tsenevski (macédonien : Кирил Ценевски) ou Kiril Cenevski selon la transcription latine du serbe, né le 28 janvier 1943 à Kriva Palanka (royaume de Bulgarie) et mort le 17 juin 2019 à Skopje (Macédoine du Nord), est un réalisateur et scénariste yougoslave puis macédonien.

## Biographie
Tsenevski a étudié à la Faculté d'architecture et de génie civil de Skopje. Il a commencé sa carrière en tant qu'assistant réalisateur sur des productions télévisées et des documentaires à la fin des années 1960. Tsenevski a fait ses débuts en tant que réalisateur de longs métrages avec La Graine noire en 1971, pour lequel il a remporté l'Arène d'or du meilleur réalisateur au Festival du film de Pula en 1971. Le film a également été présenté au 7e Festival international du film de Moscou. Bien que sa filmographie soit peu fournie, Tsenevski a été très actif au théâtre et à la télévision. Il a également présidé le syndicat des travailleurs du cinéma macédonien[réf. nécessaire]. L'un des moments forts de sa carrière a été l'obtention du prix Lentille d'or en 2013, décerné par la Cinémathèque de Macédoine (mk) pour sa contribution exceptionnelle au cinéma macédonien.

## Filmographie
- 1971 : La Graine noire (Tsrno seme, Црно семе)
- 1975 : Jad (mk) (Јад)
- 1975 : Léopold Sédar Senghor (Леополд Седар Сенгор)
- 1976 : Eugenio Montale (Еугенио Монтале)
- 1976 : Fazil Khisni Daglardja (Фазил Хисни Дагларџа)
- 1978 : Djafra (Џафра)
- 1979 : Eugène Guilvik (Ежен Гилвик)
- 1979 : Raphaël Alberti (Рафаел Алберти)
- 1980 : Olovna brigada (mk) (Оловна бригада)
- 1982 : Mostovi - Soirées poétiques de Struga (Mostovi - Strouchki vetcheri na poïeziјata, Мостови - Струшки вечери на поезијата)
- 1984 : Ouaskaran - Andi '82 (Уаскаран - Анди '82)
- 1985 : Јazol (mk)